# Perissogorgia monile
Perissogorgia monile is een zachte koraalsoort uit de familie Primnoidae. De koraalsoort komt uit het geslacht Perissogorgia. Perissogorgia monile werd in 1989 voor het eerst wetenschappelijk beschreven door Bayer & Stefani. 